# Kanton Arzano
Der Kanton Arzano war bis 2015 ein französischer Wahlkreis im Arrondissement Quimper, im Département Finistère und in der Region Bretagne; sein Hauptort war Arzano.  

## Gemeinden
Der Kanton umfasste vier Gemeinden:
| Gemeinde       | Bretonisch    | Einwohner (2022) | Fläche (km²) | Code postal | Code Insee |
| -------------- | ------------- | ---------------- | ------------ | ----------- | ---------- |
| Arzano         | An Arzahanaou | 1.440            | 34.04        | 29300       | 29002      |
| Guilligomarc’h | Gwelegouarc’h | 804              | 22.75        | 29300       | 29071      |
| Locunolé       | Lokunole      | 1.166            | 16.78        | 29310       | 29136      |
| Rédené         | Redene        | 2.999            | 24.49        | 29300       | 29234      |
| Kanton         | An Arzhanaou  | 6151             | 98.06        | -           | 2901       |

## Bevölkerungsentwicklung
| 1962 | 1968 | 1975 | 1982 | 1990 | 1999 | 2006 | 2012 |
| ---- | ---- | ---- | ---- | ---- | ---- | ---- | ---- |
| 4298 | 3777 | 4246 | 4630 | 5002 | 5077 | 5562 | 6151 |